# Wieża św. Jerzego
Wieża św. Jerzego (malt. Torri ta' San Ġorġ, ang. Saint George's Tower) - mała wieża strażnicza w St. Julian's na Malcie. Została zbudowana w roku 1638 jako jedna z wież Lascarisa. Dziś znajduje się na terenie hotelowym.
Wieża św. Jerzego znajduje się w zatoce św. Jerzego (St.George's Bay) w granicach St. Julian's. W miejscu tym pierwotnie znajdował się średniowieczny posterunek obserwacyjny.

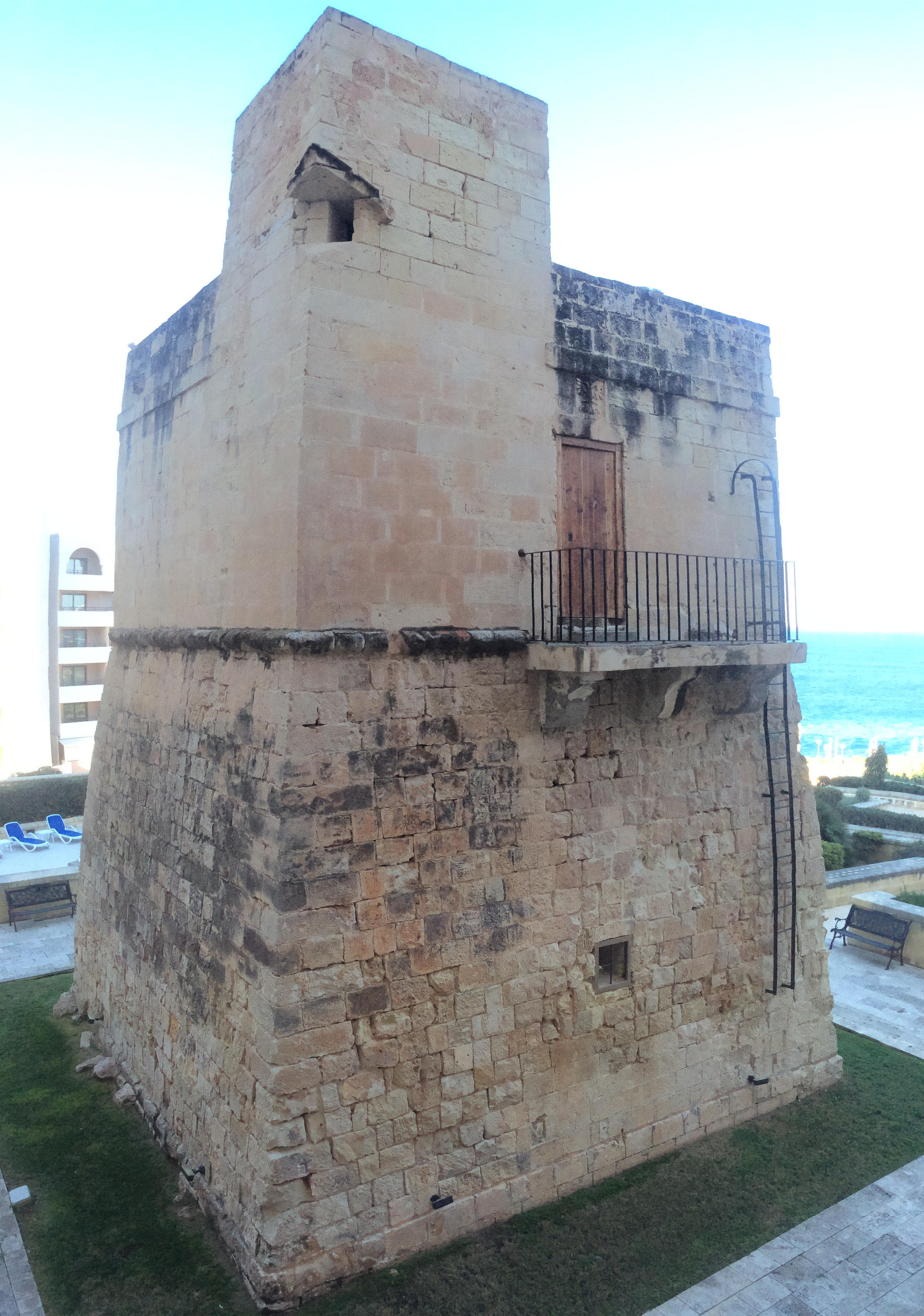
Widok wieży od strony hotelu

Wieża była w użyciu w okresie rządów brytyjskich, lecz kiedy zbudowano Fort Pembroke, została przekształcona na Stację Kontroli Ostrzału (Fire Control Station). W czasie II wojny światowej wieża służyła jako posterunek komunikacji radiowej. W roku 1995 została uznana przez MEPA jako zabytek klasy 2, i w roku 1997 wieża kontroli ostrzału dobudowana przez Brytyjczyków została zburzona, co przywróciło zabytek do stanu oryginalnego. Wieża jest teraz włączona w teren hotelu Corinthia St. George's Bay.